# Kanawolo
Kanawolo est une localité du nord de la Côte d'Ivoire, à 15 km de son chef-lieu de sous-préfecture (Niakara), au carrefour de l'axe international Kanawolo-Korhogo, Kanawolo-ferké. Il appartient au département de Niakara, dans la Région du Hambol. La localité de Kanawolo a été érigée en chef-lieu de commune suivant le décret n° 2005-314 du 6 octobre 2005. Ce décret a été annulé par un autre lors de l'arrivée au pouvoir du Président Alassane Ouattara. 
Cependant, Kanawolo est le chef-lieu du pays rural composé de cinq villages que sont : Kanawolo, Pétonkaha, Longo, Nagbalakaha et Nawokaha. Kanawolo est à 6 km de Nangoniékaha. C'est un gros village d'environ 4000 âmes. Il constitue un des 32 corridors officiels de sécurité en Côte d'Ivoire. Ce gros village s'est doté de plusieurs infrastructures : trois écoles primaires, un dispensaire qui fonctionne avec trois infirmiers, une maternité qui fonctionne avec deux sages femmes, un foyer polyvalent, un magasin de stockage, deux cantines scolaires et deux pompes villageoises. Notons que le village est connecté au réseau électrique national, et est traversé par les deux voies bitumées menant à Korhogo et à Ferké. Kanawolo bénéficie également de la couverture des réseaux de téléphonie mobile que sont : Orange, MTN, Moov et KOZ. Le carrefour (corridor) de Kanawolo est très bien connu pour la vente d'ignames par ses braves femmes.